# 古チュルク語
古チュルク語（こチュルクご）は、東古チュルク語（ひがしこチュルクご）、オルホン・チュルク語（オルホン・チュルクご）とも言い、チュルク語族の古い言語と考えられている。
7世紀～13世紀にかけての東突厥、ウイグル可汗国による碑文が発見されており、記録が残るものの中ではこれらはチュルク諸語で最古の例である。
これら古チュルク語の言語資料は、突厥文字、ウイグル文字、マニ文字、ブラーフミー文字で書かれた。

## 言語資料
古チュルク語には、大きく分けて2種類の言語資料がある。
- モンゴル高原、エニセイ川上流域において7世紀から10世紀にかけて、主に突厥文字、その他ウイグル文字[注 2]によって碑文などに刻まれた記録。主要な碑文は、東突厥による突厥碑文、ウイグル可汗国によるウイグル碑文、イェニセイ・キルギズによるイェニセイ碑文など。

以下は、突厥文字による言語資料の実例：
- 天山ウイグル王国において9世紀から13世紀にかけて、ウイグル文字、マニ文字、ブラーフミー文字、シリア文字などの文字を用いて[注 1]書かれた、仏教、マニ教、ネストリウス派キリスト教を始めとした宗教、その他として法律、文学、民間伝承、占星術などの分野、または個人的な手紙などのウイグル文書。

## 音韻
古チュルク語は、以下のような9種類の母音を持つ。
|            | 前舌母音 | 前舌母音   | 後舌母音 | 後舌母音 |
| 非円唇母音 | 円唇母音 | 非円唇母音 | 円唇母音 |          |
| ---------- | -------- | ---------- | -------- | -------- |
| 狭母音     | i        | y          | ɯ        | u        |
| 広母音     | e        | ø          | ɑ        | o        |

円唇母音は、最初の音節でのみ現れる。

子音は以下のような構成である。
|          | 唇音 | 唇音 | 歯音 | 歯音 | 後部歯茎音 | 後部歯茎音 | 軟口蓋音 | 軟口蓋音 | 口蓋垂音 | 口蓋垂音 |
| -------- | ---- | ---- | ---- | ---- | ---------- | ---------- | -------- | -------- | -------- | -------- |
| 鼻音     |      | m    |      | n    |            | ɲ          |          | ŋ        |          |          |
| 破裂音   | p    | b    | t    | d    | tʃ         |            | k        | g        | q        | ɢ        |
| 摩擦音   |      |      | s    | z    | ʃ          |            |          |          |          |          |
| たたき音 |      |      |      | ɾ    |            |            |          |          |          |          |
| 接近音   |      |      | ɫ    | l    |            | j          |          |          |          |          |

b, d, g, ɢ, l, p, ɾ, tʃ, zは、語頭に現れない。